# Іновлудз
Іновлудз (пол. Inowłódz) — місто в Польщі, у гміні Іновлудз Томашівського повіту Лодзинського воєводства.
Населення — 866 осіб (2011). З 1 січня 2024 року має статус міста.
У 1975-1998 роках село належало до Пйотрковського воєводства.

## Демографія
Демографічна структура станом на 31 березня 2011 року:
|          | Загалом | Допрацездатний вік | Працездатний вік | Постпрацездатний вік |
| -------- | ------- | ------------------ | ---------------- | -------------------- |
| Чоловіки | 402     | 54                 | 287              | 61                   |
| Жінки    | 464     | 76                 | 253              | 135                  |
| Разом    | 866     | 130                | 540              | 196                  |